# Masaoki Terakawa
Masaoki Terakawa (jap. 寺川正興, Terakawa Masaoki; * um 1940) ist ein japanischer Jazz- und Fusionmusiker (E-Bass, Kontrabass).
Masaoki Terakawa arbeitete ab den frühen 1960er-Jahren in der japanischen Jazz- und (später in der) Fusion-Szene; 1960 entstanden erste Aufnahmen, als er im Trio des Pianisten Yuji Ohno die Sängerin Martha Miyake begleitete. Ab den späten 1960er-Jahren spielte er u. a. mit Akira Ishikawa (The Gentures in Beat Pops, 1969), George Ōtsuka, Hiroshi Matsumoto (Groovy Indeed, 1970), Sadakazu Tabata & Groovy 11 und mit Kimio Mizukani. Unter eigenem Namen legte er 1970 das Album Bass Bass Bass (Crown) vor.
In den frühen 1970er-Jahren spielte Terakawa u. a. in den Formationen  Kuni Kawachi & The Flower Travellin’ Band (Kirikyogen, 1970),  Love Live Life, mit Masami Kawahara & The Exotic Sounds, in Toshiaki Yokotas Band The Beat Generation, in The Rock Invaders (um Kiyoshi Sugimoto und Ryo Kawasaki) und in der Jazzrock-Band Count Buffalo & The Jazz Rock Band (mit Hiromasa Suzuki, Kiyoshi Sugimoto, Masahiko Satoh, Takeru Muraoka). Ab den späten 1970er-Jahren arbeitete er noch mit Yūji Takahashi, Kimiko Itoh und Shigeko Toya. Der Diskograf Tom Lord listet seine Beteiligung im Bereich des Jazz/Fusion zwischen 1960 und 1978 an 15 Aufnahmesessions.